# Keith Fahnhorst
Keith Fahnhorst (6 de fevereiro de 1952 - 12 de junho de 2018) foi um jogador profissional de futebol americano estadunidense.

## Carreira
Keith Fahnhorst foi campeão da temporada de 1984 da National Football League jogando pelo San Francisco 49ers.
Morreu em 12 de junho de 2018, aos 66 anos.